# Yemi Shodimu
Yemi Shodimu es un dramaturgo, presentador de televisión, director y productor nigeriano.

## Biografía
Shodimu nació el 29 de enero de  1960  en Abeokuta, estado de Ogun al suroeste de Nigeria. Pasó sus primeros años en Abeokuta en el palacio de Alake de Egbaland donde estuvo expuesto a la cultura Yoruba. Asistió a la Universidad Obafemi Awolowo, donde obtuvo una licenciatura en arte dramático y a la Universidad de Lagos, donde recibió una Maestría en Artes en comunicación de masas.

## Carrera
Debutó como actor en 1976. Obtuvo reconocimiento por su protagónico como Ajani en Oleku, una película dirigida y producida por Tunde Kelani. En 2018, fue asignado como productor de la franquicia de obras de teatro satíricas titulada Isale Eko.

## Filmografía
- Village Head Master (junto a Victor Olaotan)[8]
- Oleku (1997) producida por Tunde Kelani
- Ti Oluwa Ni Ile
- Saworoide (junto a Kunle Afolayan y Peter Fatomilola)
- Ayo ni Mofe
- Koseegbe
- Diamonds In The Sky (2019)[9]
- The Miracle Centre (2020)[10]